# Eddie Crook Jr.
Eddie Crook Jr. (19 de abril de 1929 – 25 de julho de 2005) foi um boxeador estadunidense, campeão olímpico.

## Carreira
Ele conquistou a medalha de ouro nos Jogos Olímpicos de Verão de 1960 em Roma, após derrotar o polonês Tadeusz Walasek na categoria peso médio e consagrar-se campeão. Depois de sua vitória olímpica, Crook serviu por duas vezes na Guerra do Vietnã como sargento-mor do Exército dos Estados Unidos.